# Victor Cousin

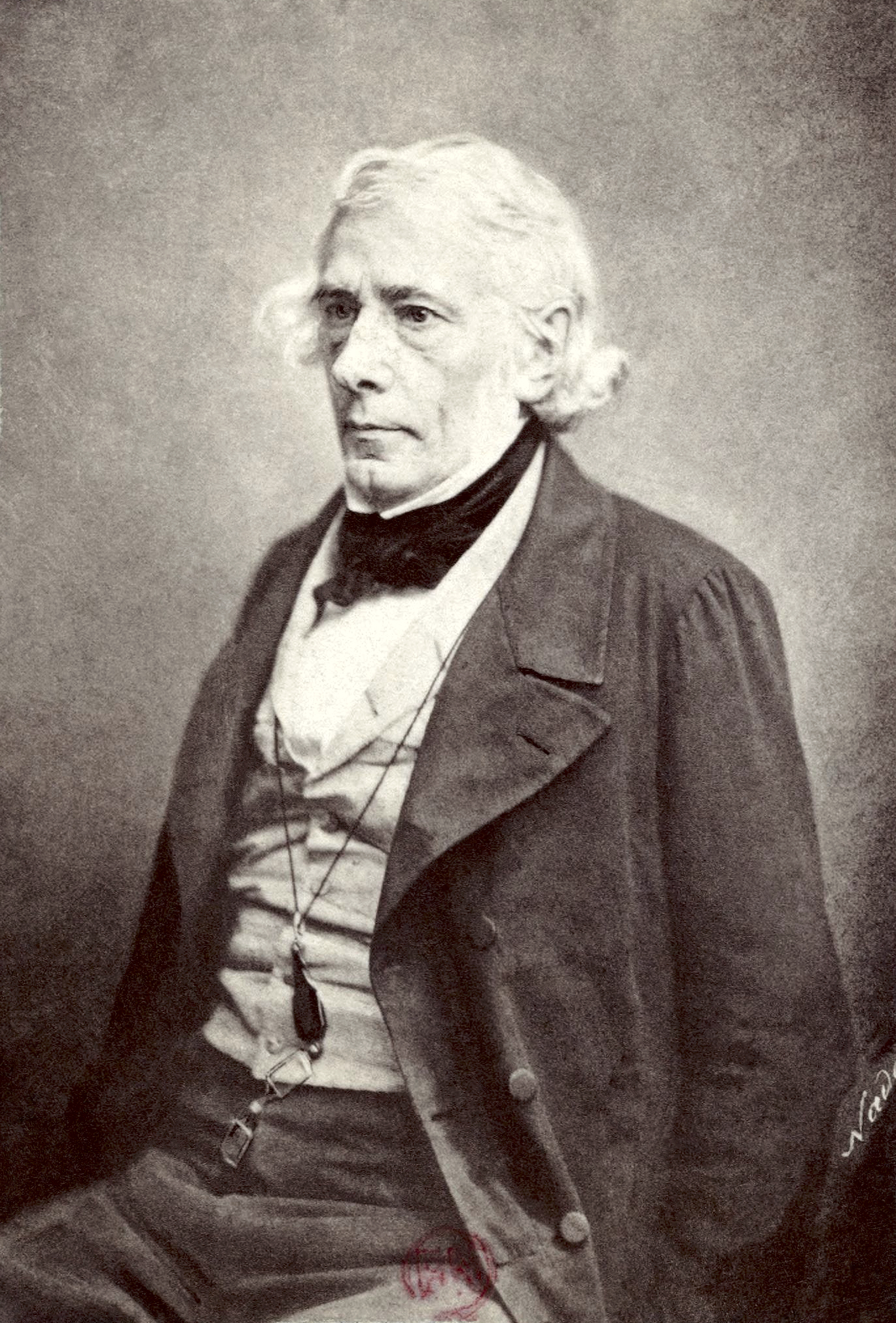
Victor Cousin, em retrato pintado oitocentista.

Victor Cousin (Paris, 28 de novembro de 1792 – Cannes, 14 de janeiro de 1867) foi um filósofo, político, reformador educacional e historiador francês. Líder da Escola Eclética, tendo sido seu fundador, o ecletismo foi brevemente influente da filosofia francesa que combinava elementos do idealismo alemão e do Realismo do Senso Comum escocês. Foi membro da Academia Francesa de Letras. Como administrador de instrução pública por mais de uma década, Cousin também teve uma influência importante na política educacional francesa. 

## Biografia
Filho de um relojoeiro, ele nasceu em Paris, no Quartier Saint-Antoine. Na idade de dez anos ele foi enviado para a escola de gramática local, o Lycée Charlemagne, onde estudou até os dezoito anos. Lycées sendo organicamente ligados à Universidade da França e suas faculdades desde sua instituição napoleônica (o baccalauréat era concedido por júris feitos de professores universitários), Cousin foi "coroado" no antigo salão da Sorbonne por um discurso em latim que ele escreveu, garantindo-lhe um primeiro prêmio no concours général, uma competição entre os melhores alunos dos lycées (estabelecida sob o Ancien Régime e restabelecida sob o Primeiro Império, e ainda existente). O treinamento clássico do lycée o dispôs fortemente à literatura, ou eloquência, como era então chamada. Ele já era conhecido entre seus colegas por seu conhecimento do grego. Do liceu, formou-se na mais prestigiada escola de ensino superior, a École Normale Supérieure (como é hoje chamada), onde Pierre Laromiguière discursava em filosofia. No segundo prefácio do Fragments philosophiques, no qual ele afirma abertamente as variadas influências filosóficas de sua vida, Cousin fala da grata emoção excitada pela lembrança do dia em que ouviu Laromiguière pela primeira vez. "Aquele dia decidiu toda a minha vida." Laromiguière ensinou a filosofia de John Locke e Étienne Bonnot de Condillac, alegremente modificada em alguns pontos, com uma clareza e graça que na aparência pelo menos eliminaram dificuldades, e com um encanto de bonomia espiritual que transpassava e subjugava." Aquela escola permaneceu desde sempre o coração vivo da filosofia francesa: Henri Bergson, Jean-Paul Sartre e Jacques Derrida estão entre os seus alunos do passado. 

### Influência inicial no pensamento filosófico de Cousin
Cousin queria dar uma palestra sobre filosofia e rapidamente conseguiu a posição de mestre de conferências (maître de conférences) na escola. O segundo grande impulso filosófico de sua vida foi o ensino de Pierre Paul Royer-Collard. Este professor, ele nos diz, "pela severidade de sua lógica, a gravidade e peso de suas palavras, me transformou em graus, e não sem resistência, do caminho batido de Condillac no caminho que desde então se tornou tão fácil, mas que era então doloroso e não frequentado, a da filosofia escocesa." A "Filosofia Escocesa" sendo a Filosofia do "Senso Comum" de Thomas Reid e outros - que ensinava que tanto o mundo externo quanto a mente humana (introspecção provando a existência de "livre arbítrio" pelo fato da consciência) tinham uma existência objetiva. Em 1815-1816 Cousin alcançou a posição de suplente (assistente) a Royer-Collard na cadeira de história da filosofia moderna da faculdade de letras. Outro pensador que o influenciou nesse período inicial foi Maine de Biran, a quem Cousin considerava o inigualável observador psicológico de seu tempo na França.
Esses homens influenciaram fortemente o pensamento filosófico de Cousin. Ele atribui a Laromiguière a lição de decompôr pensamento, embora a redução dele à sensação tenha sido inadequada. Royer-Collard ensinou-lhe que mesmo a sensação está sujeita a certas leis e princípios internos que ela mesma não explica, que são superiores à análise e ao patrimônio natural da mente. De Biran fez um estudo especial dos fenômenos da vontade. Ele o ensinou a distinguir em todas as cognições, e especialmente nos fatos mais simples da consciência, a atividade voluntária em que nossa personalidade é verdadeiramente revelada. Foi através dessa "tripla disciplina" que o pensamento filosófico de Cousin foi desenvolvido pela primeira vez e que, em 1815, ele iniciou o ensino público da filosofia na Escola Normal e na faculdade das letras.
Ele então estudou alemão, trabalhou em Immanuel Kant e Friedrich Heinrich Jacobi, e buscou dominar a Filosofia da Natureza de Friedrich Wilhelm Joseph Schelling, que a princípio o atraiu muito. A influência de Schelling pode ser observada muito marcadamente na forma anterior de sua filosofia. Ele simpatizava com o princípio da fé de Jacobi, mas considerava-o arbitrário, desde que não fosse reconhecido como fundamentado na razão. Em 1817 ele foi para a Alemanha e conheceu Hegel em Heidelberg. O Encyclopädie der philosophischen Wissenschaften de Hegel apareceu no mesmo ano, e Cousin tinha uma das primeiras cópias. Ele achava que Hegel não era particularmente amigável, mas os dois se tornaram amigos. No ano seguinte, Cousin foi para Munique, onde conheceu Schelling pela primeira vez, e passou um mês com ele e Jacobi, obtendo uma visão mais profunda da Filosofia da Natureza.
Os problemas políticos da França interferiram por algum tempo em sua carreira. Nos eventos de 1814 a 1815, ele assumiu o lado monárquico. Ele adotou as visões do partido conhecido como doutrinário, do qual Royer-Collard era o líder filosófico. Ele parece ter ido mais longe e ter se aproximado da extrema esquerda. Então veio uma reação contra o liberalismo, e em 1821-1822, Cousin foi privado de seus cargos na faculdade de letras e na Escola Normal. A Escola Normal foi varrida e Cousin compartilhou o destino de Guizot, que foi expulso da cadeira de história. Esse abandono forçado do ensino público foi uma bênção mista: ele partiu para a Alemanha com o objetivo de aprofundar o estudo filosófico. Em Berlim, entre 1824 e 1825, foi preso, seja por causa de uma acusação política mal definida por parte da polícia francesa, seja por uma conversa indiscreta. Libertado após seis meses, ele permaneceu sob a suspeita do governo francês por três anos. Foi durante esse período que ele desenvolveu o que é distintivo em sua doutrina filosófica. Seu ecletismo, sua ontologia e sua filosofia da história foram declarados em princípio e na maioria de seus detalhes destacados em Fragments philosophiques (Paris, 1826). O prefácio da segunda edição (1833) e a terceira (1838) visavam uma reivindicação de seus princípios contra a crítica contemporânea. Mesmo os melhores de seus livros posteriores, Philosophie écossaise, Du vrai, du beau, et bien e Philosophie de Locke, foram simplesmente versões amadurecidas de suas palestras durante o período de 1815 a 1820. As palestras sobre Locke foram as primeiras esboçadas em 1819 e totalmente desenvolvidas no decorrer de 1829.
Durante os sete anos em que foi impedido de ensinar, produziu, além dos Fragmentos, a edição das obras de Proclo (6 vols., 1820-1827) e as obras de René Descartes (II vols., 1826). Ele também iniciou sua Tradução de Platão (13 vols.), que ocupou seu tempo de lazer de 1825 a 1840. Vê-se muito claramente nos Fragmentos a fusão das diferentes influências filosóficas pelas quais suas opiniões finalmente amadureceram. Pois Cousin era tão eclético em pensamentos e hábitos mentais quanto em princípios e sistemas filosóficos. É com a publicação dos Fragmentos de 1826 que se associa o primeiro grande alargamento de sua reputação. Em 1827 seguiu o Cours de l'histoire de la philosophie.

### Reintegração na universidade
Em 1828, de Vatimesnil, ministro da instrução pública no ministério de Martignac, retornou Cousin e Guizot aos seus cargos de professor na universidade. Os três anos que se seguiram foram o período do maior triunfo de Cousin como conferencista. Seu retorno à cadeira foi o símbolo do triunfo das ideias constitucionais e foi recebido com entusiasmo. O salão da Sorbonne estava lotado como o salão de nenhum professor filosófico em Paris desde a época de Pierre Abélard. A eloquência do conferencista misturava-se à exposição especulativa, e ele possuía um poder singular de clímax retórico. Sua filosofia mostrou notavelmente a tendência generalizadora do intelecto francês e sua necessidade lógica de agrupar detalhes em torno de princípios centrais.
Havia uma elevação moral na filosofia espiritual de Cousin, que tocava o coração de seus ouvintes e parecia ser a base para um desenvolvimento mais elevado na literatura nacional e na arte, e mesmo na política, do que a filosofia tradicional da França. Suas palestras produziram discípulos mais ardentes do que os de qualquer outro professor contemporâneo de filosofia. Julgado por sua influência docente, Cousin ocupa um lugar de destaque na categoria de professores de filosofia, que, como Jacobi, Schelling e Dugald Stewart, uniram os dons do poder especulativo, expositivo e imaginativo. O gosto pela filosofia - especialmente por sua história - foi revivido na França até certo ponto desconhecido desde o século XVII;

### Influência nos outros
Entre os influenciados por Cousin estavam Théodore Simon Jouffroy, Jean Philibert Damiron, Adolphe Garnier, Pierre-Joseph Proudhon, Jules Barthélemy Saint-Hilaire, Felix Ravaisson-Mollien, Charles de Rémusat, Ralph Waldo Emerson, Jules Simon, Paul Janet, Adolphe Franck e Patrick Edward Dove, que dedicou sua "A Teoria do Progresso Humano" a ele - Jouffroy e Damiron foram primeiro estudantes, companheiros, seguidores e depois discípulos. Jouffroy sempre se manteve firme nos primeiros impulsos - franceses e escoceses - dos ensinamentos de Cousin. Cousin continuou a lecionar por dois anos e meio após seu retorno à cadeira. Simpatizando com a Revolução de Julho, ele foi imediatamente reconhecido pelo novo governo como um amigo da liberdade nacional. Escrevendo em junho de 1833, ele explica tanto sua posição filosófica quanto sua política: "Eu tive a vantagem de manter unidos contra mim por muitos anos tanto a escola sensacional quanto a teológica. Em 1830 ambas as escolas desceram para a arena da política. A escola sensacional naturalmente produziu o partido demagógico, e a escola teológica se tornou naturalmente absolutista, segura para emprestar de vez em quando a máscara do demagogo para melhor chegar aos seus fins, como na filosofia é pelo ceticismo que ela se compromete a restaurar a teocracia. Por outro lado, aquele que combateu qualquer princípio exclusivo da ciência estava fadado a rejeitar também qualquer princípio exclusivo no estado e a defender o governo representativo".

### Efeito na instrução primária
O governo não demorou a honrá-lo. Ele foi induzido pelo ministério de que seu amigo François Guizot era o chefe para se tornar um membro do conselho de instrução pública e conselheiro de Estado, e em 1832 ele foi feito um Par da França. Deixou de dar aulas, mas manteve o título de professor de filosofia. Finalmente, ele aceitou o cargo de ministro de instrução pública em 1840, sob Adolphe Thiers. Além disso, foi diretor da Escola Normal e chefe virtual da universidade e, a partir de 1840, membro da Academia de Ciências Morais e Políticas do Institut de France. Seu caráter e sua posição oficial nesse período lhe deram grande poder na universidade e nos arranjos educacionais do país.
O trabalho mais importante que ele realizou durante este período foi a organização da instrução primária. Foi aos esforços de Cousin que a França devia seu avanço, em relação à educação primária, entre 1830 e 1848. A Prússia e a Saxônia deram o exemplo nacional, e a França foi guiada nele por Cousin. Esquecido da calamidade nacional e do erro pessoal, ele considerou a Prússia como o melhor exemplo de um sistema organizado de educação nacional; e ele foi persuadido de que "levar de volta a educação da Prússia para a França proporcionaria um triunfo mais nobre (se for um caso sem derramamento de sangue) do que os troféus de Austerlitz e Jena". No verão de 1831, encomendado pelo governo, ele visitou Frankfurt e Saxônia e passou algum tempo em Berlim. O resultado foi uma série de relatórios para o ministro, depois publicados como Rapport sur l'Etat de l'instruction publique dans quelques pays de l'Allemagne et particulièrement en Prusse (Compare também De l'instruction publique en Hollande, 1837). foram prontamente aceitos em seu retorno à França, e logo depois, por sua influência, foi aprovada a lei da instrução primária. (Veja seu Exposé des motifs et projet de loi sur l'instruction primaire, présentés à chambre du députés, sessão de 2 de janeiro de 1837).
Nas palavras da Edinburgh Review (julho de 1833), esses documentos "marcam uma época no progresso da educação nacional e são diretamente conducentes a resultados importantes não apenas para a França, mas para a Europa". O Relatório foi traduzido para o inglês por Sarah Austin em 1834. A tradução foi frequentemente reimpressa nos Estados Unidos da América. As legislaturas de Nova Jersey e Massachusetts os distribuíram nas escolas às custas dos estados. Cousin observa que, entre todas as distinções literárias que recebeu, "Nenhuma me tocou mais do que o título de membro estrangeiro do Instituto Americano de Educação". Pelas visões esclarecidas dos ministérios de Guizot e Thiers sob o rei-cidadão, e ao zelo e a habilidade de Cousin no trabalho de organização, a França deve o que há de melhor em seu sistema de educação primária - um interesse nacional que tinha sido negligenciado sob a Revolução Francesa, o Império e a Restauração (ver Exposé, p. 17). Nos dois primeiros anos do reinado de Louis Philippe, mais se fez pela educação do povo do que se buscou ou realizou em toda a história da França. Em defesa dos estudos universitários, permaneceu valente na câmara de pares em 1844, contra o clérigo, por um lado, e o partido de nivelamento ou filistino, por outro. Seus discursos nesta ocasião foram publicados em um tratado Défense de l'université et de la philosophie (1844 e 1845).

## Pensamento
Filósofo espiritualista, editou obras de Descartes, traduziu Platão e Proclo. Suas obras mais notáveis foram Histoire de la philosophie au XVIIIe siècle (1829) e Du Vrai, du Beau et du Bien (1853). Reconheceu a inteligência feminina escrevendo uma série de monografias sobre mulheres célebres do século XVII: Jacqueline Pascal (1845); Madame de Longueville (1852); Mme. de Sablé (1854); Mme. de Chevreuse e Mme. de Hautefort (1856). 
Na École normale supérieur, em 1811, Cousin foi influenciado por  Laromiguière, Condillac, Locke e pelos filósofos  da Escola Escocesa do Senso Comum  - Thomas Reid, William Hamilton. 
Cousin não desenvolveu um sistema filosófico próprio, original, mas construiu um sistema a partir de outros. Conseguiu, porém, mudar a ênfase da filosofia francesa do materialismo para o idealismo e tornou-se o mais conhecido pensador francês de sua época. Via um pouco de verdade em cada uma das filosofias, e reuniu-as em quatro categorias:
- Sensualismo
- Idealismo
- Ceticismo
- Misticismo

Foi criticado pelos ateus, por um lado, e, por outro, provocou também o desagrado da Igreja Católica, por buscar, nos acontecimentos históricos, evidências da mão de Deus e por negar a revelação divina.
A ele é atribuída a criação da expressão "arte pela arte" (Il faut de la religion pour la religion, de la morale pour la morale, de l'art pour l'art), depois difundida por Théophile Gautier e assumida como lema pelo parnasianismo.

### Doutrina da Razão
Mas é na sua doutrina da Razão que reside o princípio distintivo da filosofia de Cousin. A razão dada a nós pela observação psicológica, a razão de nossa consciência, é impessoal em sua natureza. Nós não a fazemos; seu caráter é precisamente o oposto da individualidade; é universal e necessário. O reconhecimento de princípios universais e necessários no conhecimento é o ponto essencial da psicologia; deve ser colocado em primeiro lugar e enfatizado até o fim que estes existem e que eles são totalmente impessoais ou absolutos. O número desses princípios, sua enumeração e classificação, é um ponto importante, mas é secundário àquele do reconhecimento de sua verdadeira natureza. Este foi o ponto que Kant perdera em sua análise, e esta é a verdade fundamental que Cousin acha que restaurou à integridade da filosofia pelo método da observação da consciência. E como é essa impessoalidade ou absolutes das condições de conhecimento a serem estabelecidas? A resposta é, em substância, que Kant errou ao colocar a necessidade em primeiro lugar como critério dessas leis. Isso as colocou dentro da esfera da reflexão, e deu como garantia a impossibilidade de as pensar invertidas; e levou-as a serem consideradas como totalmente relativas à inteligência humana, restritas à esfera do fenomenal, incapazes de nos revelar a realidade substancial - necessária, mas subjetiva. Mas esse teste de necessidade é totalmente secundário; essas leis não são assim garantidas para nós; todas elas são dadas a nós, dadas a nossa consciência, em um ato de apercepção ou apreensão espontânea, imediatamente, instantaneamente, em uma esfera acima da consciência reflexiva, mas ainda ao alcance do conhecimento. E "toda subjetividade com toda reflexão expira na espontaneidade da apercepção. A razão se torna subjetiva em relação ao eu voluntário e livre; mas em si mesma é impessoal; não pertence a essa ou a aquela desumanidade própria em si; não pertence nem à humanidade. Podemos dizer com verdade que a natureza e a humanidade pertencem a ela, pois sem as suas leis ambas pereceriam".
Mas qual é o número dessas leis? Kant, revendo o empreendimento de Aristóteles nos tempos modernos, deu uma lista completa das leis do pensamento, mas é arbitrário na classificação e pode ser legitimamente reduzido. Segundo Cousin, existem apenas duas leis primárias do pensamento, a da causalidade e a da substância. Destas fluem naturalmente todos os outros. Na ordem da natureza, a substância é a primeira e a causalidade é a segunda. Na ordem de aquisição de nosso conhecimento, a causalidade precede a substância, ou melhor, ambas nos são dadas uma à outra e são contemporâneas na consciência.
Estes princípios da razão, a causa e a substância, dados psicologicamente, permitem-nos ultrapassar os limites do relativo e do subjetivo para a realidade objetiva e absoluta, permitem-nos, numa palavra, passar da psicologia, ou da ciência do conhecimento, à ontologia ou a ciência do ser. Essas leis estão inextricavelmente mescladas na consciência com os dados da volição e da sensação, com atividade livre e ação ou impressão fatal, e nos guiam em nos elevar a um ser pessoal, uma causa livre ou individual, e a uma realidade impessoal, um não eu - a natureza, o mundo da força - permanecendo fora de nós e nos modificando. Como eu me refiro ao ato de atenção e volição, não posso deixar de referir a sensação a alguma causa, necessariamente diferente de mim, isto é, a uma causa externa, cuja existência é tão certa para mim quanto a minha própria existência, O fenômeno que me sugere isso é tão certo quanto o fenômeno que sugeriu minha realidade, e ambos são dados um ao outro. Assim, alcanço um mundo de forças objetivo e impessoal que corresponde à variedade de minhas sensações. A relação dessas forças ou causas entre si é a ordem do universo.
Mas essas duas forças, o eu e o não eu, são reciprocamente limitativas. Como a razão apreendeu esses dois fenômenos simultâneos, atenção e sensação, e nos levou imediatamente a conceber os dois tipos de distintos absolutos, causas, correlativos e reciprocamente finitos, aos quais eles estão relacionados, então, a partir da noção dessa limitação, encontramos que é impossível, sob o mesmo guia, não conceber uma causa suprema, absoluta e infinita, a primeira e última causa de todas. Isso é relativamente ao si mesmo e ao não self o que eles são para seus efeitos apropriados. Essa causa é autossuficiente, e é suficiente pela razão. Isso é Deus; ele deve ser concebido sob a noção de causa, relacionada à humanidade e ao mundo. Ele é substância absoluta apenas na medida em que ele é causa absoluta e sua essência reside precisamente em seu poder criativo. Ele cria portanto, e cria necessariamente.
Esta teodiceia de Cousin colocou-o aberto, obviamente, o suficiente para a acusação de panteísmo. Isso ele repele, e sua resposta pode ser resumida como segue. "O panteísmo é propriamente a deificação da lei dos fenômenos, o Deus universo. Mas eu distingo as duas causas finitas, eu e não eu, uma da outra e da causa infinita. Não são meras modificações dessa causa ou propriedades, como em Espinoza - são forças livres que têm seu poder ou fonte de ação em si mesmas, e isso é suficiente para nossa ideia de realidade finita independente. Eu defendo isso, e afirmo a relação destes como efeitos à única causa suprema. O Deus que eu defendo não é nem a divindade do panteísmo, nem a unidade absoluta dos eleatas, um ser divorciado de toda possibilidade de criação ou pluralidade, uma mera abstração metafísica. A divindade que eu mantenho é criativa,  necessariamente criativa. A divindade de Espinoza e dos eleatas é uma mera substância, não uma causa em qualquer sentido. Quanto à necessidade sob a qual Deidade existe de agir ou criar, esta é a forma mais elevada de liberdade, é a liberdade de espontaneidade, atividade sem deliberação. Sua ação não é o resultado de uma luta entre paixão e virtude, Ele é livre de maneira ilimitada, a mais pura espontaneidade no homem é apenas a sombra da liberdade de Deus. Ele age livremente, mas não arbitrariamente, e com a consciência de poder escolher a parte oposta. Ele não pode deliberar ou desejar como nós. Sua ação espontânea exclui imediatamente os esforços e as misérias da vontade e a operação mecânica da necessidade."
Os elementos encontrados na consciência também podem ser encontrados na história da humanidade e na história da filosofia. Na natureza externa há expansão e contração que correspondem à espontaneidade e reflexão. A natureza externa, novamente em contraste com a humanidade, expressa espontaneidade; a humanidade expressa reflexão. Na história humana, o Oriente representa o estágio espontâneo; o mundo pagão e cristão representam estágios de reflexão. Isso foi posteriormente modificado, expandido e mais plenamente expresso, dizendo que a humanidade em seu desenvolvimento universal tem três momentos principais. Primeiro, na fase espontânea, onde a reflexão ainda não está desenvolvida, e a arte é imperfeita, a humanidade pensou apenas na imensidão em torno dela. É preocupada pelo infinito. Em segundo lugar, no estágio reflexivo, a mente se tornou um objeto para si mesma. Conhece-se assim explicita ou reflexivamente. Sua própria individualidade é agora a única ou pelo menos suprema. Este é o momento do finito. Em terceiro lugar, vem uma época em que o si mesmo ou eu é subordinado. A mente percebe outro poder no universo. O finito e o infinito tornam-se dois correlativos reais na relação de causa e produto. Este é o terceiro e mais alto estágio de desenvolvimento, a relação do finito e do infinito. Como a filosofia é apenas a mais alta expressão da humanidade, esses três momentos serão representados em sua história. O Oriente tipifica o infinito, a Grécia, a época finita ou reflexiva, a era moderna, o estágio de relação ou correlação de infinito e finito. Na teologia, a ideia filosófica dominante de cada uma dessas épocas resulta em panteísmo, politeísmo, teísmo. Na política, tem-se uma correspondência também com as ideias de monarquia, democracia e política constitucional.
Ecletismo significa, portanto, a aplicação do método psicológico à história da filosofia. Confrontando os vários sistemas coordenados como sensualismo, idealismo, ceticismo, misticismo, com os fatos da consciência, chegou-se ao resultado do abismo de "que cada sistema exprime uma ordem de fenômenos e ideias, que na verdade é muito real, mas que não está sozinho na consciência, e que ao mesmo tempo ocupa um lugar quase exclusivo no sistema, de onde se conclui que cada sistema não é falso, mas incompleto, e que, ao reunir todos os sistemas incompletos, devemos ter uma filosofia completa, adequada à totalidade da consciência". A filosofia, assim aperfeiçoada, não seria uma mera agregação de sistemas, como é ignorantemente suposto, mas uma integração da verdade em cada sistema depois que o falso ou incompleto é descartado.

### Comparação com Kant, Schelling e Hegel
Tal é o sistema em destaque. A posição histórica do sistema está em suas relações com Kant, Schelling e Hegel. Cousin opunha-se a Kant em afirmar que o incondicionado na forma de causa infinita ou absoluta é apenas uma mera tentativa ou esforço irrealizável da parte e algo diferente de uma mera negação, mas que não equivale a um pensamento positivo. Com Cousin, o absoluto como o fundamento do ser é apreendido positivamente pela inteligência e torna todo o resto inteligível; não é como com Kant uma certa necessidade hipotética ou reguladora.
Com Schelling novamente, Cousin concorda em considerar esse fundamento supremo de todos como positivamente apreendido e como uma fonte de desenvolvimento, mas repudia completamente o método de Schelling. A intuição intelectual ou cai sob o olho da consciência, ou não. Se não, como você sabe e seus objetos são idênticos? Se isso acontecer, vem dentro da esfera da psicologia; e as objeções a isso como um relativo, feitas pelo próprio Schelling, devem ser tratadas. A intuição intelectual de Schelling é a mera negação do conhecimento.
Novamente, o ser puro de Hegel é uma mera abstração, uma hipótese assumida ilegitimamente, que ele não procurou em parte alguma reivindicar. O próprio ponto a ser estabelecido é a possibilidade de se chegar ao ser per se ou ser puro; no entanto, no sistema hegeliano, é exatamente isso que se assume como ponto de partida. Além disso, é claro, objeções podem ser feitas ao método de desenvolvimento, não apenas subvertendo o princípio da contradição, mas também galvanizando a negação em um meio de avançar ou desenvolver todo o corpo do conhecimento e da realidade humanos. A intuição intelectual de Schelling, como acima da consciência, o ser puro de Hegel, como uma abstração vazia, não identificada, assumida ilegitimamente e desenvolvida arbitrariamente, são igualmente inúteis como bases da metafísica. Isso levou Cousin, ainda defendendo o conhecimento essencial do ser, a fundamentá-lo em uma análise da consciência, na psicologia.

### O absoluto ou infinito
O absoluto ou infinito - o fundamento e a fonte incondicionais de toda a realidade - é ainda apreendido por nós como um dado ou realidade imediata; e é apreendido na consciência - sob sua condição, a saber, de distinguir sujeito e objeto, conhecedor e conhecido. A doutrina de Cousin foi criticada por Sir W. Hamilton na Edinburgh Review de 1829, e foi criticada mais ou menos na mesma época por Schelling. As objeções de Hamilton são as seguintes. A correlação das ideias de infinito e finito não implica necessariamente sua correalidade, como supõe Cousin; pelo contrário, é uma suposição de que o finito é simplesmente positivo e infinito negativo do mesmo - que o finito e o infinito são simplesmente parentes contraditórios. Destes, "apenas o positivo é real, o negativo é apenas uma abstração do outro e, na mais alta generalidade, até mesmo uma abstração do próprio pensamento". Um estudo das poucas sentenças sob este pensamento poderia ter evitado a crítica insignificante da objeção de Hamilton, que veio à tona recentemente, de que a negação de um conhecimento do absoluto ou infinito implica um conhecimento prévio dele. Como você pode negar a realidade daquilo que você não conhece? A resposta para isso é que, no caso de declarações contraditórias - A e não A - a última é uma mera negação da primeira, e não postula nada; e a negação de uma noção com atributos positivos, como o finito, não se estende além da abolição dos atributos dados como objeto de pensamento. O infinito ou não finito não é necessariamente conhecido, antes que o finito seja negado, ou a fim de negá-lo; tudo o que precisa ser conhecido é o próprio finito; e a negação contraditória disso não implica um positivo. O não organizado pode ou não corresponder a um positivo - ou seja, um objeto ou noção com qualidades contraditórias do organizado; mas a mera sublação do organizado não o posiciona, ou supõe que seja conhecido de antemão, ou que qualquer coisa exista correspondendo a ele. Essa é uma entre muitas falhas na dialética hegeliana e paralisa toda a lógica. Em segundo lugar, as condições de inteligência, que Cousin permite, excluem necessariamente a possibilidade de conhecimento do absoluto - elas são consideradas incompatíveis com sua unidade. Aqui Schelling e Hamilton argumentam que o absoluto de Cousin é um mero relativo. Em terceiro lugar, é objetado que, para deduzir o condicionado, Cousin torna seu absoluto um relativo; pois que ele faz dele uma causa absoluta, isto é, uma causa existindo absolutamente em relação. Como tal, é necessariamente inferior à soma total de seus efeitos e dependente da realidade sobre estes - em uma palavra, uma mera potência ou devir. Além disso, como uma teoria da criação, torna a criação uma necessidade e destrói a noção do divino. Cousin não respondeu às críticas de Hamilton além de alegar que a doutrina de Hamilton necessariamente restringia a certeza e o conhecimento humano à psicologia e à lógica, e destruía a metafísica introduzindo a ignorância e a incerteza em sua esfera mais alta, a teodiceia.
Alguns consideram a tentativa de tornar as leis da razão ou do pensamento impessoal, ao professar encontrá-las na esfera da apercepção espontânea e acima da necessidade reflexiva, como sem êxito. Causa, substância, tempo, espaço, nos são dados como realizados em uma forma particular. Já foi objetado que em nenhum ato único de afirmação de causa ou substância, muito menos em um ato tão primitivo, afirmamos a universalidade de sua aplicação. Segundo isso, pode haver exemplos ou casos particulares dessas leis, mas nunca poderíamos obter as próprias leis em sua universalidade, muito menos impessoalidade absoluta. Para esses críticos, nenhuma quantidade de instâncias individuais da aplicação de qualquer uma delas por daria uma verdadeira universalidade. Nessa visão, o único teste certo que se teria de sua universalidade em nossa experiência seria o teste de sua necessidade reflexiva. Assim, depois de tudo, recua-se à reflexão como nossa base para sua aplicação universal; mera espontaneidade de apreensão é fútil; sua universalidade é fundamentada em sua necessidade, não a sua necessidade em sua universalidade. Até que ponto e em que sentido esse fundamento de necessidade os torna pessoais, é claro que ainda há questões a serem resolvidas.
Mas se esses três fatos correlativos são imediatamente dados, parece ser possível que Cousin os reivindique em consciência reflexiva. Ele procura traçar os passos que a razão tem espontaneamente e conscientemente, mas irrefletidamente, seguido. E aqui surge a questão - Podemos reivindicar em um processo reflexivo ou mediado essa apreensão espontânea da realidade?

## A recepção de Victor Cousin no Brasil
No Brasil, o pensamento de Victor Cousin foi recepcionado por Antônio Pedro de Figueiredo, pensador natural de Pernambuco, nascido em um vilarejo próximo a Recife, em 22 de maio de 1822 e falecido em agosto de 1859. Antônio Pedro de Figueiredo  traduziu a obra de Victor Cousin para o português, dando o título de "Curso de Filosofia", distribuída em três volumes. Sua admiração pelo Ecletismo de Cousin decorria de uma visão dessa filosofia como expressão do progresso e da modernidade. Antônio Pedro de Figueiredo recebeu o apelido de "Cousin Fusco" devido à sua admiração pela obra do filósofo francês, "fusco" fazia referência ao seu tipo mestiço. Atuou como professor de geometria e de língua portuguesa no Ginásio Pernambucano. Figueiredo era um polemista, republicano e socialista, defendia suas ideias em jornais e revistas locais. Gilberto Freyre considerava Antônio Pedro de Figueiredo brilhante, um "gênio da raça", e saudou a sua postura crítica e revolucionária, no interior da sociedade patriarcal e escravista, como era a sociedade do Nordeste do século XIX. Antônio Pedro de Figueiredo entendia que era necessário produzir um jornalismo mais profundo, mais científico, voltado para as causas dos problemas, e menos voltado para ataques ácidos contra indivíduos e abordagens superficiais. O autor combina, em seu pensamento, elementos do racionalismo e elementos espiritualistas, como defende o ecletismo, selecionando elementos que considera válidos ou verdadeiros em cada doutrina. Outro adepto das ideias de Victor Cousin foi Antonio Herculano de Sousa Bandeira.

## Obras
- 1820 - 1827: Procli philosophi Platonici opera, 6 vol.
- 1826: Fragments philosophiques
- 1827: Eunape, pour servir à l'histoire de la philosophie d'Alexandrie
- 1828: Nouveaux fragments philosophiques. Cours de l'histoire de la philosophie
- 1829: Histoire de la philosophie au XVIII siècle, 2 vol.
- 1833: De l'instruction publique en Allemagne, et notamment en Prusse, 2 vol.
- 1835: De la métaphysique d'Aristote
- 1837: De l'instruction publique en Hollande
- 1840: Cours de philosophie morale. Philosophie scolastique
- 1841: Cours d'histoire de la philosophie moderne.

Cours d'histoire de la philosophie morale au XVIIIe siècle, 5 vol.
- 1842: Leçons sur la philosophie de Kant. Des pensées de Pascal
- 1843: Introduction aux œuvres du père André. Fragments littéraires
- 1844: Du scepticisme de Pascal. Défense de l'université et de la philosophie
- 1845: Jacqueline Pascal
- 1846: Fragments de philosophie cartésienne
- 1846: Philosophie populaire
- 1848: Justice et charité
- 1850: De l'enseignement et de l'exercice de la médecine et de la pharmacie
- 1852: La jeunesse de Mme de Longueville
- 1853: Mme de Longueville pendant la Fronde
- 1854: Mme de Sablé
- 1855: Premiers essais de philosophie
- 1856: Marie de Rohan, Mme de Chevreuse. Mme de Hautefort
- 1857: Fragments et souvenirs littéraires
- 1858: Du vrai, du beau et du bien
- 1859: De la société française au XVIIIe siècle, d'après le grand Cyrus, 2 vol
- 1861: Philosophie de Locke
- 1862: Philosophie écossaise
- 1863: Philosophie sensualiste au XVIIIe siècle
- 1865: La jeunesse de Mazarin